# Liste des quartiers de Saint-Louis
 (juillet 2018).
Si vous disposez d'ouvrages ou d'articles de référence ou si vous connaissez des sites web de qualité traitant du thème abordé ici, merci de compléter l'article en donnant les références utiles à sa vérifiabilité et en les liant à la section « Notes et références ».

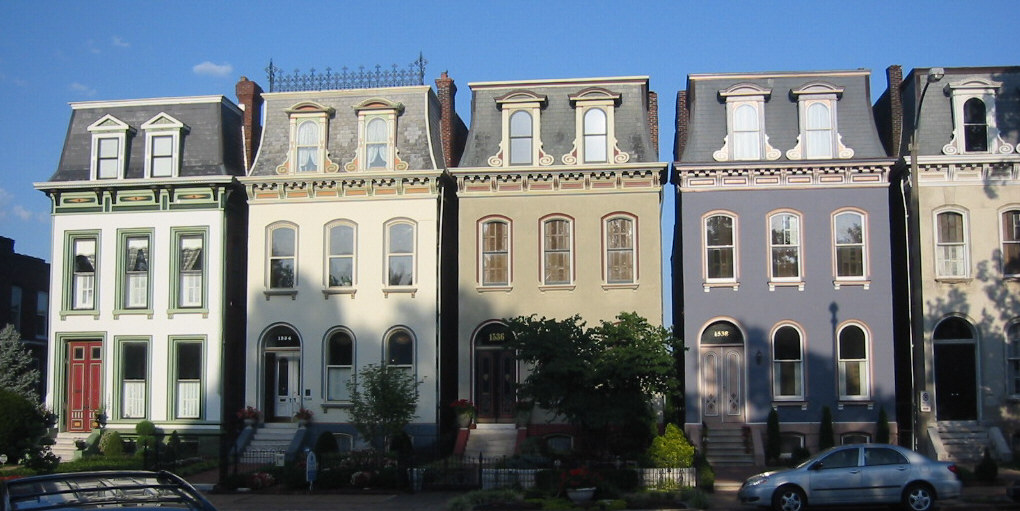
Majestueuses maisons françaises de Lafayette Square.

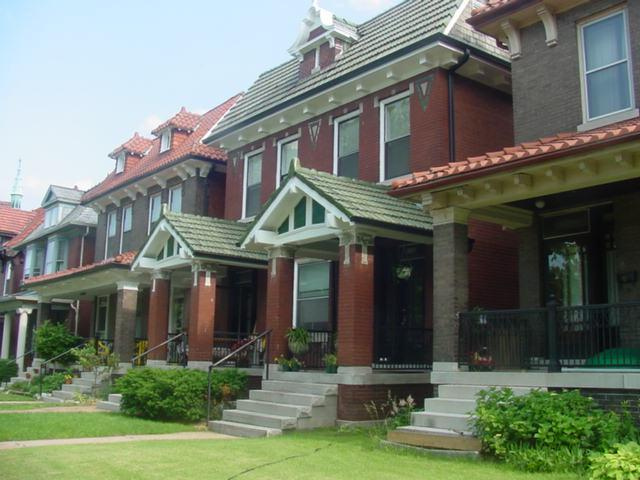
Les grandes maisons en brique de Skinker–DeBaliviere.

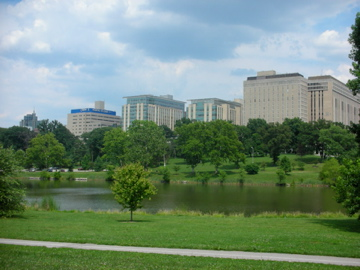
Les hôpitaux, les appartements et le Forest Park dans le quartier de Central West End.

Saint-Louis est divisé en 79 quartiers. Le recensement des données est recueilli pour chaque quartier, ainsi que des données sur la criminalité, l'historique de la propriété des données et la notation des établissements. Les quartiers historiques nationaux sont identifiés par le quartier auquel ils appartiennent.
Également, plusieurs quartiers ont vu leur aire s'étendre bien au-delà de leurs frontières définies. Par exemple, le centre-ville de Saint-Louis inclut généralement les quartiers Saint Louis Union Station et le Scottrade Center, même si le centre-ville se termine techniquement à Tucker Avenue (12e Rue). En outre, le Fox Theatre et Powell Symphony Hall sont populairement considérés comme une partie de Midtown Saint-Louis, même s'ils sont situés au quartier du Grand Centre. Dogtown est un quartier sud de la Forêt du Parc qui comprend au moins quatre différents quartiers.
En outre, parfois, plusieurs quartiers sont regroupés dans des catégories telles que « la Ville du Nord » et « la Ville su ». Le Nord de la Ville avait pour habitude d'avoir une population regroupant des Polonais et Allemands, ainsi que d'autres populations immigrées, comme en témoignent les églises qu'ils ont construites, telles que Saint-Stanislas Kostka.

## Liste des quartiers

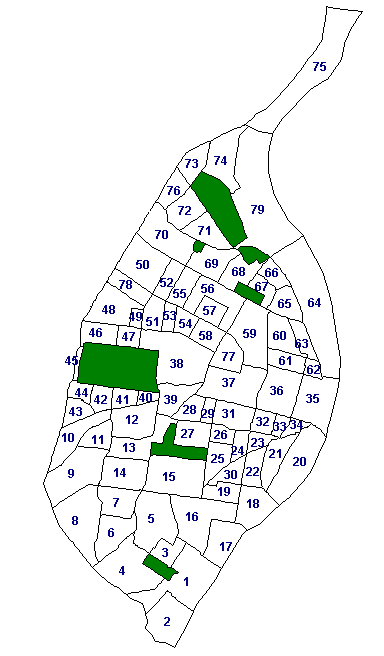
Carte des 79 quartiers de Saint-Louis.

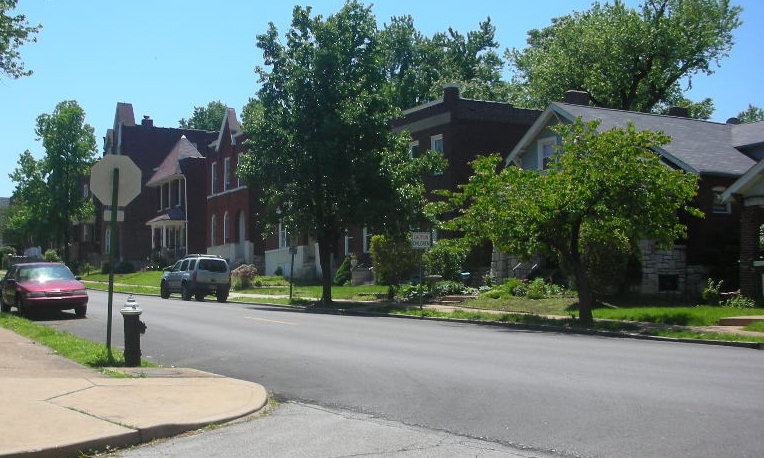
Maisons en brique rouge du quartier de Gravois Parc.

Ici, suit la liste des quartiers de la ville de Saint-Louis dans le Missouri.
1. Academy
2. Baden
3. Benton Park
4. Benton Park West
5. Bevo Mill
6. Botanical Heights
7. Boulevard Heights
8. Carondelet
9. Carr Square
10. Central West End
11. Cheltenham
12. Clayton/Tamm
13. Clifton Heights
14. College Hill
15. Columbus Square
16. Compton Heights
17. DeBaliviere Place
18. Downtown
19. Downtown West
20. Dutchtown
21. Ellendale
22. Fairground
23. Forest Park Southeast
24. Fountain Park
25. Fox Park
26. Franz Park
27. Gate District
28. Grand Center
29. Gravois Park
30. Greater Ville
31. Hamilton Heights
32. Hi-Pointe
33. Holly Hills
34. Hyde Park
35. JeffVanderLou
36. Kings Oak
37. Kingsway East
38. Kingsway West
39. Kosciusko
40. Lafayette Square
41. LaSalle Park
42. Lewis Place
43. Lindenwood Park
44. Marine Villa
45. Mark Twain
46. Mark Twain/I-70 Industrial
47. McKinley Heights
48. Midtown
49. Mount Pleasant
50. Near North Riverfront
51. North Hampton
52. North Point
53. North Riverfront
54. Old North St. Louis
55. O'Fallon
56. Patch
57. Peabody/Darst/Webbe
58. Penrose
59. Princeton Heights
60. Riverview
61. Shaw
62. Skinker/DeBaliviere
63. Soulard
64. South Hampton
65. Southwest Garden
66. St. Louis Hills
67. St. Louis Place
68. The Hill
69. The Ville
70. Tiffany
71. Tower Grove East
72. Tower Grove South
73. Vandeventer
74. Visitation Park
75. Walnut Park East
76. Walnut Park West
77. Wells/Goodfellow
78. West End
79. Wydown/Skinker

## Démographie
| Quartier                   | Population | Blancs | Noirs | Hispanique/Latino | AIAN | Asiatique | Origines mixtes | Localisation |
| -------------------------- | ---------- | ------ | ----- | ----------------- | ---- | --------- | --------------- | ------------ |
| Academy                    | 2 816      | 1.9    | 95.9  | 1.3               | 0.2  | 0         | 1.74            | Nord         |
| Baden                      | 7 268      | 6.3    | 91.8  | 0.5               | 0.1  | 0         | 1.3             | Nord         |
| Benton Park                | 3 532      | 68.2   | 25.1  | 3.2               | 0.3  | 1.2       | 3.8             | Sud          |
| Benton Park West           | 4 404      | 28.0   | 59.6  | 10.5              | 0    | 1.9       | 5.1             | Sud          |
| Bevo Mill                  | 12 654     | 74.2   | 13.8  | 7.5               | 0.4  | 4.6       | 3.9             | Sud          |
| Botanical Heights          | 1 037      | 20.3   | 74.4  | 2.1               | 0.2  | 1.7       | 2.6             | Centre       |
| Boulevard Heights          | 8 708      | 89.5   | 3.6   | 3.5               | 0.3  | 3.6       | 2.0             | Sud          |
| Carondelet                 | 8 661      | 57.3   | 33.8  | 7.1               | 0.6  | 1.3       | 3.7             | Sud          |
| Carr Square                | 2 774      | 0.5    | 98.0  | 0.5               | 0.3  | 0         | 0.9             | Nord         |
| Central West End           | 14 473     | 58.0   | 28.0  | 2.7               | 0.2  | 11.1      | 2.2             | Centre       |
| Cheltenham                 | 620        | 67.3   | 15.0  | 3.7               | 0.2  | 10.6      | 5.6             | Centre       |
| Clayton-Tamm               | 2 251      | 89.0   | 6.0   | 2.6               | 0.2  | 2.0       | 2.1             | Centre       |
| Clifton Heights            | 3 074      | 90.1   | 3.9   | 3.0               | 0.5  | 1.9       | 2.4             | Sud          |
| College Hill               | 1 871      | 3.7    | 92.7  | 1.2               | 0.5  | 0.6       | 2.3             | Nord         |
| Columbus Square            | 1 869      | 4.1    | 92.9  | 0.9               | 0.2  | 0.6       | 1.9             | Nord         |
| Compton Heights            | 1 315      | 71.0   | 21.3  | 2.0               | 0.2  | 3.9       | 3.3             | Sud          |
| DeBaliviere Place          | 3 466      | 59.0   | 29.4  | 3.0               | 0.2  | 7.8       | 2.5             | Centre       |
| Downtown                   | 3 721      | 53.5   | 37.1  | 2.9               | 0.5  | 5.4       | 2.3             | Centre       |
| Downtown West              | 3 940      | 56.3   | 36.9  | 2.6               | 0.3  | 3.7       | 2.9             | Centre       |
| Dutchtown                  | 15 770     | 35.6   | 50.8  | 9.0               | 0.3  | 6.0       | 3.8             | Sud          |
| Ellendale                  | 1 575      | 80.6   | 11.9  | 7.3               | 0.4  | 0.8       | 3.5             | Sud          |
| Fairground                 | 1 793      | 1.7    | 97.1  | 0.5               | 0.1  | 0         | 1.0             | Nord         |
| Forest Park Southeast      | 2 918      | 30.1   | 64.3  | 2.1               | 0.2  | 2.4       | 2.0             | Centre       |
| Fountain Park              | 1 484      | 1.1    | 97.4  | 0.5               | 0    | 0         | 1.2             | Nord         |
| Fox Park                   | 2 632      | 32.3   | 61.2  | 4.7               | 0.4  | 1.2       | 2.5             | Sud          |
| Franz Par]                 | 2 442      | 86.2   | 7.9   | 4.3               | 0.5  | 2.1       | 2.5             | Centre       |
| The Gate District          | 3 546      | 14.4   | 82.0  | 1.1               | 0.2  | 1.3       | 1.4             | Centre       |
| Grand Center               | 3 562      | 35.0   | 56.3  | 2.3               | 0    | 6.5       | 1.4             | Centre       |
| Gravois Park               | 5 225      | 22.4   | 68.4  | 8.1               | 0.4  | 1.7       | 3.9             | Sud          |
| Greater Ville              | 6 189      | 0.7    | 97.4  | 0.7               | 0.2  | 0         | 1.4             | Nord         |
| Hamilton Heights           | 3 105      | 1.0    | 97.4  | 0.5               | 0.3  | 0.1       | 1.2             | Nord         |
| The Hill                   | 2 443      | 93.7   | 3.4   | 1.3               | 0.2  | 0.8       | 1.4             | Sud          |
| Hi-Pointe                  | 2 196      | 85.0   | 6.9   | 4.0               | 0.2  | 4.7       | 1.9             | Centre       |
| Holly Hills                | 3 701      | 81.2   | 11.5  | 5.4               | 0.1  | 2.0       | 2.7             | Sud          |
| Hyde Park                  | 2 668      | 13.6   | 84.8  | 0.9               | 0    | 0         | 1.3             | Nord         |
| JeffVanderLou              | 5 557      | 1.3    | 97.2  | 0.6               | 0.1  | 0         | 1.2             | Nord         |
| Kings Oak                  | 180        | 55.0   | 38.9  | 3.9               | 0    | 2.2       | 3.9             | Centre       |
| Kingsway East              | 3 542      | 1.4    | 96.1  | 1.1               | 0.1  | 0.1       | 2.2             | Nord         |
| Kingsway West              | 3 441      | 3.4    | 94.5  | 0.8               | 0.5  | 0         | 1.4             | Nord         |
| Kosciusko                  | 14         | 42.9   | 42.9  | 0                 | 0    | 0         | 14.3            | Sud          |
| Lafayette Square           | 2 078      | 80.5   | 13.5  | 3.0               | 0    | 2.6       | 2.6             | Centre       |
| LaSalle Par]               | 1 299      | 28.3   | 67.6  | 1.8               | 0.2  | 0.7       | 3.1             | Centre       |
| Lewis Place                | 1 673      | 5.4    | 94.2  | 0.9               | 0.4  | 0.2       | 1.2             | Nord         |
| Lindenwood Park            | 9 486      | 91.2   | 4.3   | 3.1               | 0.2  | 1.3       | 2.2             | Sud          |
| Marine Villa               | 2 691      | 37.7   | 55.4  | 6.4               | 0.3  | 1.4       | 3.0             | Sud          |
| Mark Twain                 | 4 188      | 1.0    | 97.8  | 0.5               | 0.2  | 0         | 0.9             | Nord         |
| Mark Twain/I-70 Industrial | 1 295      | 2.4    | 95.8  | 1.9               | 0    | 0         | 0.5             | Nord         |
| McKinley Heights           | 1 497      | 48.3   | 46.0  | 2.7               | 0.2  | 0.7       | 4.1             | Sud          |
| Midtown                    | 5 652      | 61.9   | 25.8  | 2.8               | 0.2  | 9.2       | 2.0             | Centre       |
| Mount Pleasant             | 4 408      | 43.2   | 47.1  | 6.9               | 0.5  | 2.4       | 3.3             | Sud          |
| Near North Riverfront      | 553        | 43.2   | 55.0  | 0.2               | 0.5  | 0.7       | 0.4             | Nord         |
| North Hampton              | 7 892      | 75.8   | 15.2  | 4.1               | 0.3  | 4.8       | 2.5             | Sud          |
| North Point                | 3 966      | 1.2    | 97.5  | 0.4               | 0    | 0         | 1.0             | Nord         |
| North Riverfront           | 937        | 14.2   | 71.9  | 14.1              | 0    | 0         | 0.1             | Nord         |
| O’Fallon                   | 5 791      | 1.1    | 96.8  | 0.9               | 0.3  | 0         | 1.6             | Nord         |
| Old North St. Louis        | 1 916      | 18.5   | 78.0  | 2.9               | 0.8  | 0.4       | 1.8             | Nord         |
| Patch                      | 2 695      | 71.3   | 21.2  | 4.0               | 0.7  | 1.3       | 4.2             | Sud          |
| Peabody Darst Webbe        | 2 378      | 10.3   | 87.5  | 0.5               | 0.1  | 0.3       | 1.5             | Centre       |
| Penrose                    | 6 387      | 0.8    | 97.2  | 0.5               | 0.2  | 0         | 1.4             | Nord         |
| Princeton Heights          | 7 619      | 91.8   | 4.5   | 3.4               | 0.2  | 1.1       | 1.8             | Sud          |
| Riverview                  | 304        | 28.9   | 68.9  | 0.3               | 0.3  | 1.6       | 0.3             | Nord         |
| Shaw                       | 6 811      | 51.7   | 41.9  | 2.3               | 0.2  | 1.8       | 3.6             | Sud          |
| Skinker-DeBaliviere        | 4 077      | 49.8   | 37.9  | 3.0               | 0.4  | 8.7       | 2.8             | Centre       |
| Soulard                    | 3 440      | 82.6   | 13.3  | 2.7               | 0.2  | 1.0       | 2.3             | Sud          |
| South Hampton              | 6 904      | 86.4   | 8.3   | 3.5               | 0.2  | 2.1       | 2.0             | Sud          |
| Southwest Garden           | 4 885      | 76.9   | 16.5  | 3.4               | 0.3  | 3.0       | 2.4             | Sud          |
| St. Louis Hills            | 7 373      | 94.4   | 2.4   | 2.2               | 0.2  | 1.2       | 1.2             | Sud          |
| St. Louis Place            | 2 939      | 7.1    | 91.7  | 0.6               | 0.2  | 0.3       | 1.9             | Nord         |
| Tiffany                    | 1 060      | 10.8   | 84.1  | 1.4               | 0.4  | 2.3       | 2.0             | Centre       |
| Tower Grove East           | 5 853      | 45.9   | 43.9  | 4.9               | 0.3  | 5.3       | 2.7             | Sud          |
| Tower Grove South          | 13 333     | 54.9   | 29.7  | 7.3               | 0.3  | 8.6       | 3.7             | Sud          |
| Vandenventer               | 1 682      | 1.2    | 95.7  | 1.2               | 0.2  | 0         | 2.3             | Nord         |
| The Ville                  | 1 868      | 1.2    | 97.3  | 0.8               | 0.2  | 0         | 1.3             | Nord         |
| Visitation Park            | 960        | 5.8    | 90.4  | 0.3               | 0.1  | 0.4       | 2.6             | Nord         |
| Walnut Park East           | 4 130      | 1.5    | 96.7  | 0.8               | 0.1  | 0         | 1.5             | Nord         |
| Walnut Park West           | 3 349      | 1.1    | 97.9  | 0.8               | 0    | 0         | 0.8             | Nord         |
| Wells/Goodfellow           | 5 859      | 0.7    | 97.5  | 0.6               | 0.2  | 0.2       | 1.4             | Nord         |
| West End                   | 6 574      | 8.1    | 84.9  | 3.8               | 0.2  | 1.5       | 2.5             | Nord         |
| Wydown/Skinker             | 1 054      | 85.7   | 3.4   | 3.1               | 0    | 7.5       | 2.7             | Centre       |

 Données de 2010 du Bureau de Recensement AMÉRICAIN

Le côté nord de la ville est définie au nord de Delmar Boulevard, le centre-ville entre Delmar et I-44, et le côté sud comme au sud de l'I-44.
En 2010, le côté nord avait une population de 94.0% de Noirs, de 3,7% de Blancs, de 0,2% d'Américains/autochtones d'Alaska natifs, de 0,2% d'Asiatiques et de 2% d'autres origines. 1,1% de la population est d'origine Hispanique ou Latine.
En 2010, le centre-ville avait une population de 35,0% de Noirs, de 55,4% de Blancs, de 0,2% d'Américains/autochtones d'Alaska natifs, de 6,4% d'Asiatiques et de 2,9% d'autres origines. 2,8% de la population est d'origine Hispanique ou Latine.
En 2010, le côté sud avait une population de 26.0% de Noirs, de 65,4% de Blancs, de 0,3% d'Américains/autochtones d'Alaska natifs, de 3,3% d'Asiatiques et de 5% d'autres origines. 5,3% de la population est d'origine Hispanique ou Latine.

## Les sous-quartiers
La ville est divisée par les conseillers municipaux en sous-quartiers. Ces sous-quartiers peuvent cependant être modifiés après chaque nouveau recensement de conseiller municipal. Néanmoins, les sous-quartiers sont importants dans le fonctionnement de la ville, et l’approbation d'un conseiller municipal est considérée comme nécessaire pour permettre le développement de grands projets locaux